# 48 Kompania Specjalna
48 Kompania Specjalna – jednostka wojskowa dalekiego rozpoznania SZ PRL i okresu transformacji ustrojowej.
Sformowana w 1968 na bazie wydzielonych pododdziałów 1 Batalionu Szturmowego z Dziwnowa jako kompania rozpoznania specjalnego wojsk lądowych. Przeznaczona była do prowadzenia dalekiego rozpoznania na korzyść armii wystawianej przez Warszawski Okręg Wojskowy i później Krakowski Okręg Wojskowy. Stacjonowała w garnizonie Kraków (razem z 48 kompanią rozpoznawczą wchodzącą w skład 6 PDP). Rozformowana w 1994.

## Struktura organizacyjna
dowództwo i zespół dowodzenia
- 1 pluton specjalny
- 2 i 3 pluton specjalny (skadrowane)
- pluton płetwonurków
- pluton łączności
- drużyna transportowo-gospodarcza

## Dowódcy kompanii
- por. Zdzisław Grabowski
- mjr Władysław Karczmarek
- kpt. Andrzej Januszewski
- kpt. Jerzy Jastrzębski
- kpt. Andrzej Szpak
- kpt. Andrzej Knap